# Оз Гіннес
Оз Гіннес (анг. Os Guinness; нар. 30 вересня 1941, Китай) — письменник, християнський апологет і соціальний критик. Він є нащадком Артура Гіннеса, дублінського підприємця, чия компанія нині є відома під брендом «Гіннес» , та працівники якої сприяли появі всім відомої Книги рекордів Гіннеса.

## Раннє життя та освіта
Народився в Китаї під час Другої світової війни у сім’ї медичних місіонерів. Оз був свідком кульмінації китайської революції 1949-го року. Він був висланий разом з багатьма іншими іноземцями в 1951 році з Китаю, тож повернувся до Європи, де здобув освіту в Англії.
Оз Гіннес отримав ступінь бакалавра в Лондонському університеті  та ступінь доктора філософії в галузі соціальних наук в коледжі Оріель, Оксфорд.

## Кар'єра

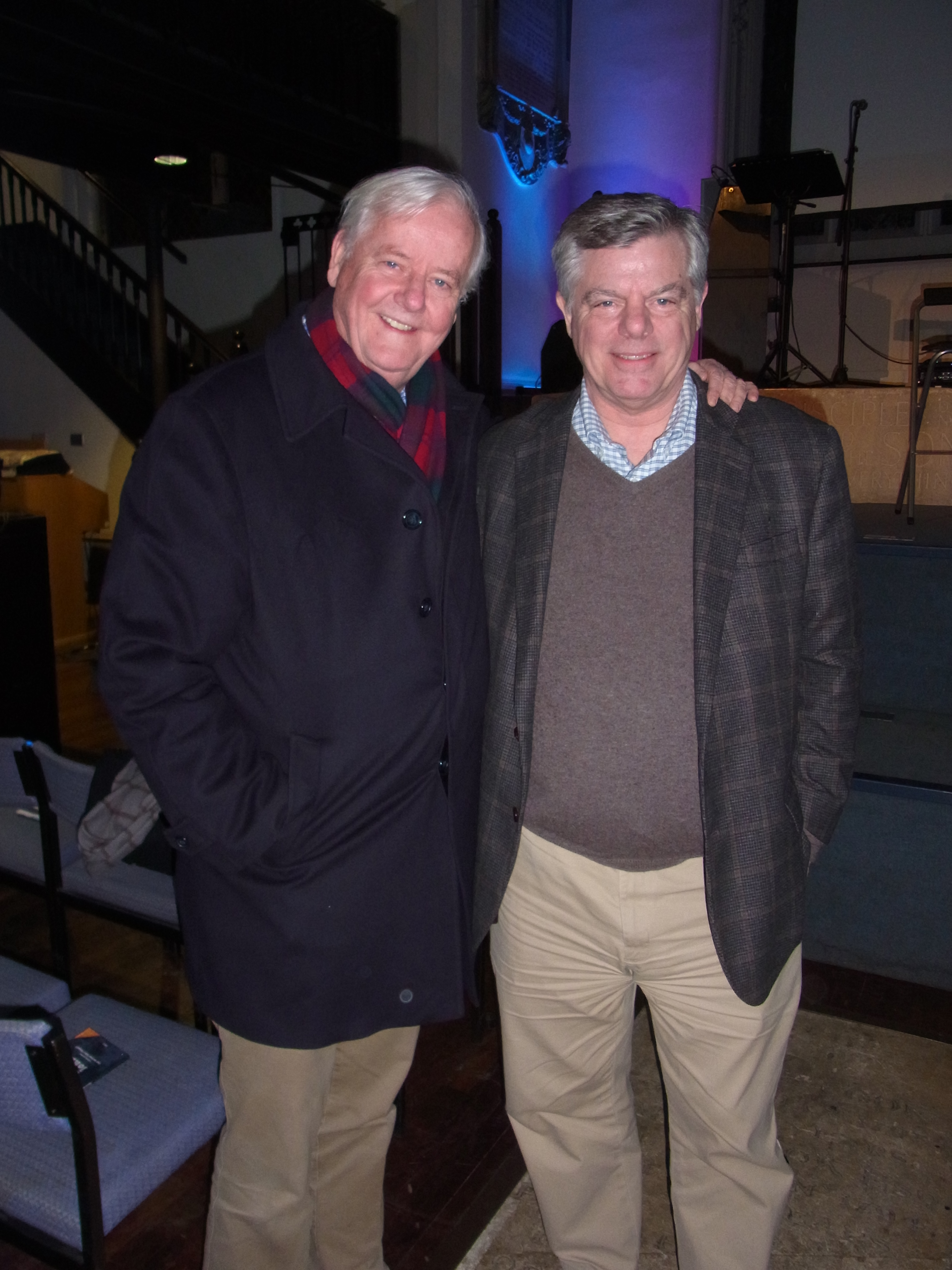
Оз Гіннес (ліворуч) з апологетом Біллом Едгаром на головній події Кембриджського міжуніверситетського християнського союзу 2013 року, церква Святого Андрія Великого, Кембридж, Англія.

У 1960-х роках він був лідером спільноти християнської організації «Лябрі», що у Швейцарії. А після Оксфорду працював репортером «BBC».
Після переїзду до США в 1984 році Оз Гіннес обіймав посаду запрошеного науковця в Центрі міжнародних досліджень імені Вудро Вільсона, а також був запрошеним науковцем  і позаштатним науковим співробітником Брукінґського інституту і Східно-західного інституту в Нью-Йорку.
У 1991 році разом з Алонзо Л. Макдональдом Оз Гіннес заснував організацію «Троїцький Форум».
Гіннес виступав у багатьох найбільших університетах, а також брав участь у політичних та ділових конференціях по всьому світу.
Також Оз Гіннес був головним розробником Вільямсбургської хартії в 1988 році, присвяченої 200-річчю Конституції США, а пізніше – «Глобальної хартії совісті», яка була опублікована в Парламенті Європейського Союзу в 2012 році.

## Особисте життя
Гіннес живе зі своєю дружиною Дженні в районі Вашингтона, округ Колумбія. Подружжя має сина, який займається підприємницькою діяльністю і живе в Нью-Йорку.
Оз Гіннес є прихожанином англіканської церкви .

## Книги
Оз Гіннес написав або відредагував понад тридцять книг , серед яких є бестселери . Список його книг зокрема складається з таких книг:
1) «Американська година: час розплати та роль віри в майбутньому» (1993)
2) «Пил смерті: контркультура шістдесятих і як вона назавжди змінила Америку» (1994)
3) «Стрункі тіла, повні мізки: чому євангелісти не думають і що з цим робити (книги з пісочним годинником)» (1994)
4) «Бог у темряві: впевненість у вірі поза тінню сумніву» (1996)
5) «Запрошення у класику (шедеври світу)» у співавторстві з Луїс Кован  (серпень 1998)
6) «Час для правди: жити вільно у світі брехні, галасу та обертань» (2002)
7) «Поклик: знайти та виконати Божий задум для вашого життя» (2003). Видана українською в 2021 році.
8) «Пророча несвоєчасність: виклик ідолу відповідності» (2003)
9) «Довга подорож додому: Путівник з вашого пошуку сенсу життя» (2003)
10) «Коли немає слів: протистояти злу та перемогти» (2006)
11) «Справа цивілізованості: і чому наше майбутнє залежить від цього» (2008)
12) «Останній християнин на Землі: розкрити змову ворога, щоб підірвати Церкву» (2010)
13) «Самогубство вільних людей: стійка свобода та американське майбутнє» (2012)
14) «Глобальна громадська площа: релігійна свобода та створення світу, безпечного для різноманітності» (2013)
15) «Ренесанс: сила Євангелії, попри темні віки» (2014)
16) «Розмова дурнів: відновлення мистецтва християнського характеру» (2015)
17) «Неймовірні люди: християнська мужність і боротьба за душу цивілізації» (2016)
18) «Останній дзвінок волі: як американська обдарованість свободою стала найбільшою загрозою» (2018)
19) «Лови момент викуплено: користуйся днем, розрізняй часи» (2019)
20) «Велика хартія вольностей людства: революційна віра Синая та майбутнє свободи» (2021)
21) «Великий квест: запрошення до перевіреного життя і вірний шлях до сенсу». Буде видана у лютому 2022 року